# ناروس دي سالدوينيا
بلدية ناروس دي سالدوينيا (بالإسبانية: Narros de Saldueña) هي بلدية تقع في مقاطعة آبلة التابعة لمنطقة قشتالة وليون وسط إسبانيا.

## الديموغرافيا
بلغ عدد سكان بلدية ناروس دي سالدوينيا 137 نسمة عام 2011 (وفقاً للمعهد الوطني للإحصاء الإسباني).
| 210 | 187 | 164 | 146 | 135 | 140 | 137 |